# Mármore de Estremoz
Mármore de Estremoz é um tipo de mármore extraído da região do Alentejo, em Portugal. O termo é derivado do Município de Estremoz mas a exploração distribui-se também pelos municípios de Borba e Vila Viçosa (especialmente este último).
O Mármore de Estremoz foi considerada Rocha Património Mundial, título atribuído pela Subcomissão de Rochas Património Mundial do IUGS (International Union of Geological Sciences), que trabalha em colaboração com a UNESCO.

## Descrição
Os Mármores de Estremoz destacam-se pelas suas reconhecidas características físico-mecânicas e reputada beleza estética, de tal modo que têm sido utilizados desde os tempos de ocupação da Península Ibérica pelo Império Romano. 
Geralmente, caracterizam-se pelo grão fino a médio e pela coloração, que pode alternar entre o esbranquiçado, o creme, o rosa, o cinzento ou o negro, podendo, inclusive, demonstrar um largo rol variedade de conjugações de cores e vergadas.
As variedades de mármore rosa merecem algum destaque, mercê da sua qualidade, beleza e raridade, reconhecidos internacionalmente. Ao passo que o mármore de Estremoz branco ou creme, de grão médio, por sua vez, tem sido destinado à estatuária.

## Geografia física
Em Portugal, encontram-se mármores principalmente no Maciço Antigo da região alentejana, inseridos em terrenos da Zona de Ossa-Morena, mais concretamente nos quadrantes que vão de Estremoz a Barrancos e de Montemor a Ficalho. Sendo certo que estes mármores têm maior expressão no Anticlinal de Estremoz ( que se encontra no quadrante que vai de Estremoz a Barrancos). Em todo o caso, também há mámore em jazidas dos quadrantes que vão de Montemor a Ficalho e no Maciço de Beja, principalmente nas zonas que ficam entre Ficalho e Moura, Viana do Alentejo e Alvito, Escoural, Serpa, e Trigaches.
Neste quadrantes, os mármores surgem integrados em dois complexos vulcano-sedimentares (respectivamente o de Estremoz e o de Ficalho - Moura) que, apesar das diferenças geográficas entre si, exibem sequências litoestratigráficas semelhantes, sendo fundamentalmente constituídos por mármores, xistos e intercalações de rochas vulcânicas.
No que respeita aos aflorantes de mármore sitos no anticlinal de Estremoz, que, por sinal, os mais afamados devido à sua expressiva projecção económica, têm sido apontadas possíveis datações desde o Câmbrico inferior até ao Silúrico.

### Anticlinal de Estremoz
O Anticlinal de Estremoz é uma estrutura resultante da actuação de duas fases de deformação da Orogenia hercínica com cerca de 42 Km de comprimento por 8 Km de largura, orientados a Noroeste-Sudeste. Nesta estrutura, há aflorações de mármores numa área de aproximadamente 27 quilómetros quadrados, tratando-se, por isso, do principal centro nacional de exploração de mármores. 
Os principais núcleos de exploração encontram-se nas freguesias de Cruz dos Meninos e Glória, no concelho de Estremoz; Carrascal e Encostinha, no concelho de Borba; Vigária, Monte d’El Rei, Pardais, Lagoa e Nora, no concelho de Vila Viçosa.

## História
Os mármores alentejanos, particularmente os provenientes da região do Norte Alentejo denominada Anticlinal de Estremoz, têm sido explorados, desde a Antiguidade clássica, avultando-se como um recurso geológico de inegável importância, para o país.
Com efeito, os mármores da região de Estremoz-Vila Viçosa foram largamente empregues nas mais variadas obras no sudoeste Peninsular, ao longo da história, inclusive, nos elementos decorativos do palco do Teatro de Mérida, em Espanha, datado do ano 18 AC. Ainda nesta toada, é igualmente digno de menção, enquanto sinal da presença do mármore de Estremoz em Portugal o caso das ruínas do Templo romano de Évora, datado do século II D.C. - onde os capitéis das colunas graníticas, de estilo coríntio, foram igualmente talhados nesse mármore.

## Actualidade
Atualmente o mármore de Estremoz é exportado a vários lugares do mundo, apesar de que nos anos 2000 surgiu uma crise no setor devido à competição com produtores mais baratos.